# Бронзовая птица (фильм)
«Бро́нзовая пти́ца» — советский художественный телевизионный цветной фильм, снятый режиссёром Николаем Калининым на киностудии «Беларусьфильм» в 1973—1974 годах. Экранизация одноимённой повести Анатолия Рыбакова; продолжение фильма «Кортик» (1973).

## Сюжет
Продолжение приключений Миши Полякова, Генки Петрова, Славки Эльдарова и их друзей. Действие фильма происходит в 1920-х годах в Московской губернии. Главные герои летом отправляются в пионерский лагерь, разбитый в районе старинного поместья графов Карагаевых. Рядом с лагерем находится особняк, до революции принадлежавший их роду, а его веранду украшает бронзовая скульптура птицы. В особняке проживает пожилая экономка Софья Павловна. С родом Карагаевых связана легенда, согласно которой старый граф спрятал где-то в окрестностях поместья клад и бриллиант Санси.
Из лагеря сбегают два пионера. Этим же днём на Халзином лугу, неподалёку от деревни и лагеря, происходит убийство местного крестьянина Кузьмина. Миша, Генка и Слава ищут пропавших ребят и параллельно участвуют в расследовании убийства, подозрение в котором пало на крестьянина Тимофея Рыбалина — друга пионеров. Ребята замечают странную деятельность лодочника с местной станции. Он и его помощники что-то ищут в лесу, копая ямы. Сбежавших ребят находят. Лодочник оказывается рецидивистом, однако в убийстве он не замешан, а только является одним из кладоискателей. Тем не менее он и экономка чем-то связаны.
Выбрав момент, пионеры посещают особняк Карагаевых и в тайнике в голове бронзовой птицы обнаруживают план места, где, возможно, закопан клад. Впрочем, ясного ключа карта не даёт и давно уже не является тайной для кладоискателей. Миша и его друзья узнают подробности истории Карагаевых от деревенского доктора. Они были связаны с Демидовыми и могли владеть крупным состоянием. Старый граф отказался передать богатства своему сыну, известному хромотой. Организовав слежку за экономкой, ребята отправляются в уездный город. В местном краеведческом музее находится уменьшенная копия бронзовой птицы, которую используют для передачи сообщений подозрительные лица. В афере, связанной с поисками клада, участвуют Софья Павловна, кулак Ерофеев и некий хромой человек. Оказывается, что это и есть тот самый сын графа Алексей Карагаев, который после революции бежал за границу. Разбирая графский герб, символ птицы на плане, ребята постепенно расшифровывают секрет. Предполагая, что это беркут-халзан или орёл-курганник, они решают, что клад скрыт на примечательном кургане на Халзином лугу.
Когда деревенские власти и пионеры из лагеря отправляются к кургану, на лугу их пытается остановить Алексей Карагаев, угрожая наганом. Его задерживает милиция. На кургане обнаруживается клад с огромным бриллиантом. Убийцей Тимофея Кузьмина оказывается граф Карагаев, которого узнал крестьянин, в прошлом лесник старого графа. Лето заканчивается, лагерь сворачивается, и ребята уезжают в Москву.

## В главных ролях
- Сергей Шевкуненко —  Миша Поляков (роль озвучила Ярослава Турылёва)
- Владимир Дичковский —  Генка Петров (роль озвучила Агарь Власова)
- Игорь Шульженко —  Слава Эльдаров (роль озвучила Надежда Подъяпольская)

## В фильме снимались
- Юрий Сидоров — Свиридов, следователь
- Виктор Чекмарёв — Ерофеев, лавочник, кулак
- Николай Кузьмин — Дмитрий Петрович, лодочник
- Олег Севастьянов — Васька «Жердяй» Рыбалин
- Мария Капнист — Софья Павловна, «графиня», экономка (роль озвучила Ярослава Турылёва)
- Августин Милованов — Кондратий Степанович, художник-анархист
- Николай Крюков — кубинский коммунист
- Толя Дашкевич — Вова Баранов, «Бяшка»
- Лилия Гурова — румынская коммунистка
- Марина Бойцова — Зина Круглова
- Саша Примако — Михаил Коровин
- Серёжа Лисичёнок — Филя Китов, «Кит»
- Любовь Малиновская — Мария Ивановна, мать Жердяя
- Игорь Кондратович — Сенька Ерофеев, сын деревенского лавочника
- Игорь Гущин — Акимка-Балбес, друг Сеньки
- Владимир Эренберг — доктор
- Виталий Быков — Николай Севастьянов, директор детского дома
- Валентин Белохвостик — председатель сельсовета
- Юрий Прокопович — Серов, зам. зав. губернского отдела народного образования
- Василий Беспалый — милиционер
- Василий Воинков — смотритель музея

## Съёмочная группа
- Автор сценария — Анатолий Рыбаков
- Режиссёр-постановщик — Николай Калинин. Умер во время озвучивания фильма, после чего режиссёром озвучания стала Ярослава Турылёва.
- Оператор-постановщик — Игорь Ремишевский
- Художник-постановщик — Юрий Альбицкий
- Композитор — Станислав Пожлаков
- Текст песен Булата Окуджавы

## Съёмки
Фильм снимался в деревне Яшюнай Шальчининкайского района Литовской ССР. Прототипом усадьбы Карагаевых стала усадьба Балинских, построенная в 1824—1828 годах по проекту польского архитектора, профессора Кароля Подчашинского, расположенная в той же местности.
Актриса Мария Капнист, сыгравшая роль «графини», действительно являлась представительницей графского рода Капнистов.